# Corvetto (Milano)
Il Corvetto (Corvett in dialetto milanese, AFI: /ˌkurˈvɛt/, anticamente Gamboloita) è un quartiere   posto nella zona sudorientale della città, appartenente al Municipio 4 di Milano, in parte anche al Municipio  5  e al NIL n. 35 "Lodi - Corvetto".  Corvetto è il Distretto dell’Arte Contemporanea di Milano .

## Origini del nome
In passato il quartiere veniva chiamato Gamboloita per la presenza di una cascina con quel nome, ora demolita. Da un documento del Comune di Milano si legge, a proposito della ormai distrutta cascina Gamboloita: "Nella località un tempo chiamata Gambalavita, e poi divenuta Gamboloita, sorgeva una dimora patrizia settecentesca, ridotta a cascinale, di cui si è persa traccia anche nei documenti. Infatti, nonostante sia stata demolita solo pochi anni fa, si ricorda solo la cancellata barocca con grossi pilastri, riportata dal Nebbia in uno schizzo."
Al giorno d'oggi, il nome che viene adoperato per riferirsi al quartiere deriva dal piazzale dedicato a Luigi Emanuele Corvetto, politico e giurista genovese.

## Storia

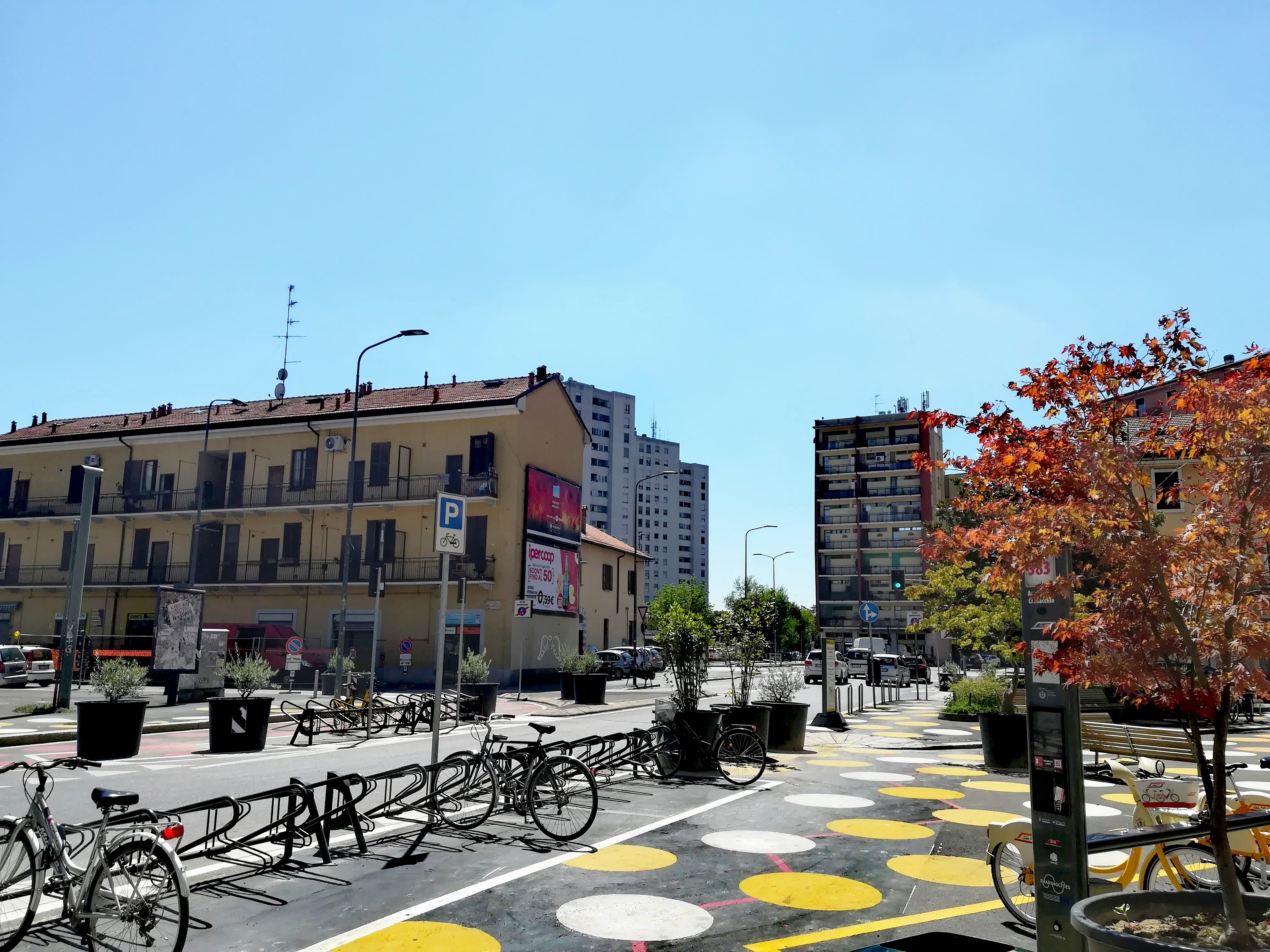
Uno scorcio del quartiere: Piazza Angilberto

Storicamente l'area si trovava nella parte sud-orientale del comune dei Corpi Santi di Milano, al confine con i comuni di Nosedo e Vaiano Valle (località Pismonte). Il comune dei Corpi Santi è stato aggregato al comune di Milano nel 1873.
Il quartiere fu oggetto di una intensa attività edilizia da parte dell'Istituto Autonomo Case Popolari. Nella seconda metà degli anni venti infatti vide la luce il quartiere Mazzini, compreso fra le direttrici via Polesine e via Comacchio da una parte e viale Enrico Martini e via dei Cinquecento dall'altra.
Il quartiere Corvetto ha vissuto una profonda riqualificazione con la creazione della nuova sede del Comune di Milano in Via Sile, ed è divenuto un'area di aggregazione di artisti, italiani e stranieri, delle avanguardie contemporanee  
, che ha portato alla nascita di numerose gallerie d'arte e di eventi  che lo hanno fatto divenire il distretto dell'arte contemporanea di Milano di interesse internazionale.

## Infrastrutture e trasporti
- Porto di Mare
- Corvetto
- Brenta

L'area prende il nome dall'omonimo piazzale. Da qui si dipanano sei strade: verso sud-est e verso nord-ovest si dipanano rispettivamente Via Carlo Marochetti e Corso Lodi, ovverosia la parte di penetrazione urbana della Strada statale 9 Via Emilia, che collega Milano (Porta Romana) a Rimini; verso nord si dipana Viale Lucania, parte della cosiddetta "Circonvallazione esterna delle Regioni", che giunge fino a Piazza Francesco Durante (già Piazza Rottole). Il piazzale è attraversato da un cavalcavia che, scavalcando lo stesso, collega Via Marocchetti a Viale Lucania.
Nel quartiere sono presenti due stazioni della linea M3 della metropolitana di Milano, Brenta e Corvetto. Inoltre, poco distante si trova anche la stazione di Porto di Mare, situata all'interno dell'attiguo quartiere di Nosedo.
Varie linee di autobus e una di filobus, gestite da ATM, collegano il quartiere Corvetto ai quartieri limitrofi. Fino al 10 maggio 1993, il quartiere Corvetto era servito anche da una linea tranviaria, soppressa in seguito all'attivazione della metropolitana.